# Brevipalpus docimas
Brevipalpus docimas är en spindeldjursart som beskrevs av Pritchard och Baker 1958. Brevipalpus docimas ingår i släktet Brevipalpus och familjen Tenuipalpidae. Inga underarter finns listade.